# Les Forges (Morbihan)
Les Forges (bretonisch: Ar Govelioù, Gallo: Lez Forj) ist eine Commune déléguée in der französischen Gemeinde Forges de Lanouée mit 434 Einwohnern (Stand 1. Januar 2022) im Département Morbihan in der Region Bretagne.

## Geographie
Les Forges liegt ganz im Norden des Départements Morbihan an der Grenze zum Département Côtes-d’Armor und gehört zum Pays de Josselin.
Nachbargemeinden sind Le Cambout und Plumieux im Norden, Mohon und Saint-Malo-des-Trois-Fontaines im Osten, La Grée-Saint-Laurent und Lanouée im Süden sowie Pleugriffet und Bréhan im  Westen.
Der Ort selber liegt an der D778 von Josselin nach Loudéac. Eine weitere regionale Straßenverbindung ist die D16 von Josselin über Rohan nach Mauron. Die wichtigste überregionale Verbindung ist die N 24, die rund zwölf Kilometer südlich von Les Forges verläuft. Der nächstgelegene Anschluss an diese ist westlich von Josselin.
Die bedeutendsten Gewässer sind die Flüsse Lié, Ninian und der Oust, der hier kanalisiert Canal de Nantes à Brest genannt wird sowie die Bäche Blaye und Durbœf. Diese bilden teilweise die Gemeinde- und Départementgrenze. Zudem gibt es einige kleine Teiche auf dem Gemeindegebiet. Der Großteil des Gemeindeareals ist vom Forêt de Lanouée bedeckt.

## Bevölkerungsentwicklung
| Jahr      | 1962 | 1968 | 1975 | 1982 | 1990 | 1999 | 2006 |
| Einwohner | 729  | 656  | 626  | 553  | 566  | 479  | 453  |

## Geschichte
Die Gemeinde gehört historisch zur bretonischen Region Bro-Sant-Maloù (frz. Pays de Saint-Malo) und innerhalb dieser Region zum Gebiet Bro Loudieg (frz. Pays de Loudéac) und teilt dessen Geschichte. Von 1883 bis zu dessen Auflösung am 10. September 1926 gehörte sie zum Arrondissement Ploërmel. Les Forges entstand als Gemeinde im Jahr 1883 durch eine Spaltung der damaligen Gemeinde Lanouée. Seither ist der Ort dem Kanton Josselin zugeteilt.
Die Gemeinde Les Forges wurde am 1. Januar 2019 mit Lanouée zur Commune nouvelle Forges de Lanouée zusammengeschlossen. Sie hat seither den Status einer Commune déléguée.

## Sehenswürdigkeiten
- Kirche Notre-Dame-de-toute-Aide aus dem Jahr 1760 (mit Erweiterungen aus dem 19. Jahrhundert) im Schlosspark
- Schloss Les Forges aus dem 19. Jahrhundert (Monument historique)

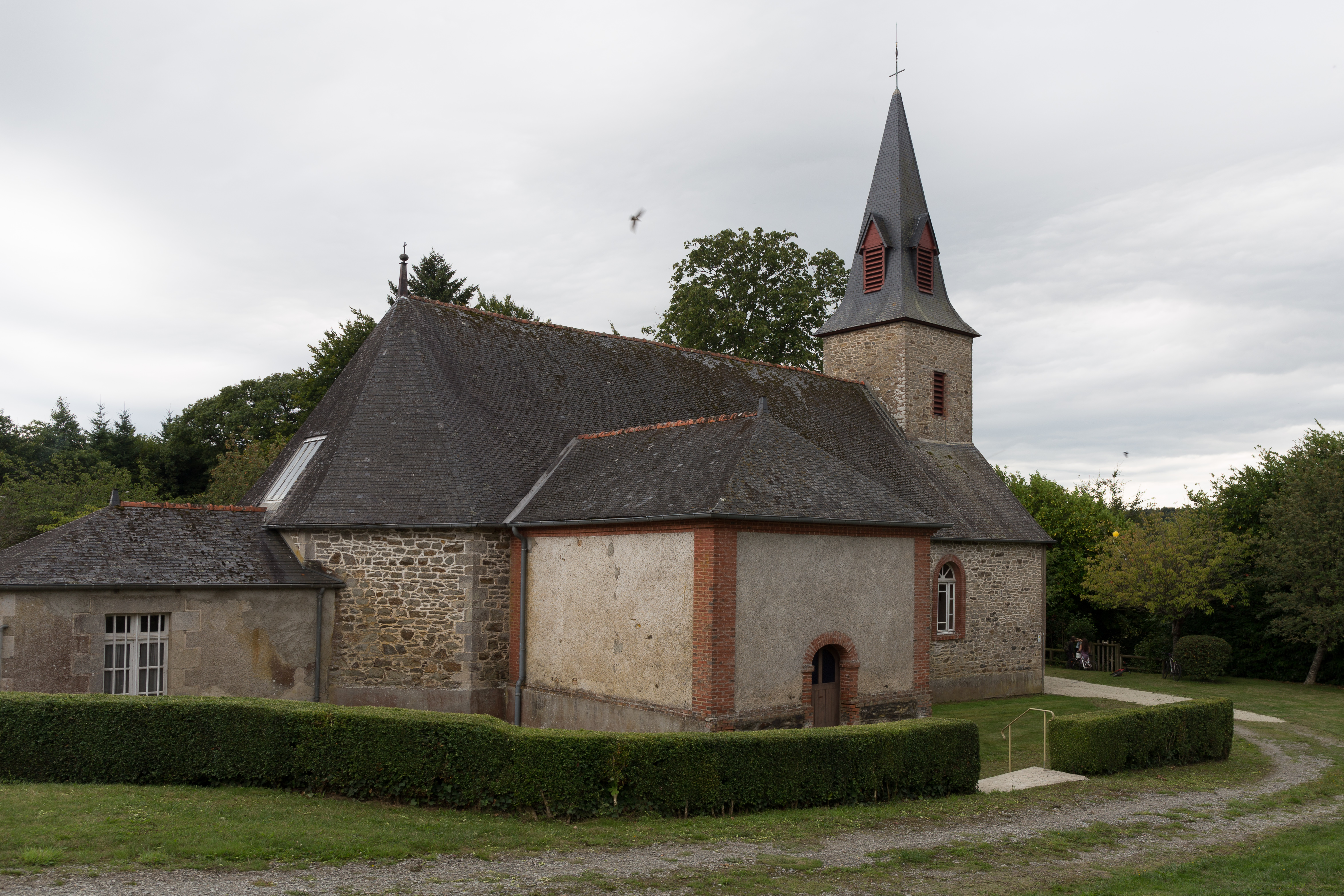
Kirche Notre-Dame-de-toute-Aide

- Hochofen aus dem 19. Jahrhundert

Quelle: